# Pyramica pulchella
Pyramica pulchella är en myrart som först beskrevs av Carlo Emery 1895.  Pyramica pulchella ingår i släktet Pyramica och familjen myror. Inga underarter finns listade i Catalogue of Life.

## Bildgalleri

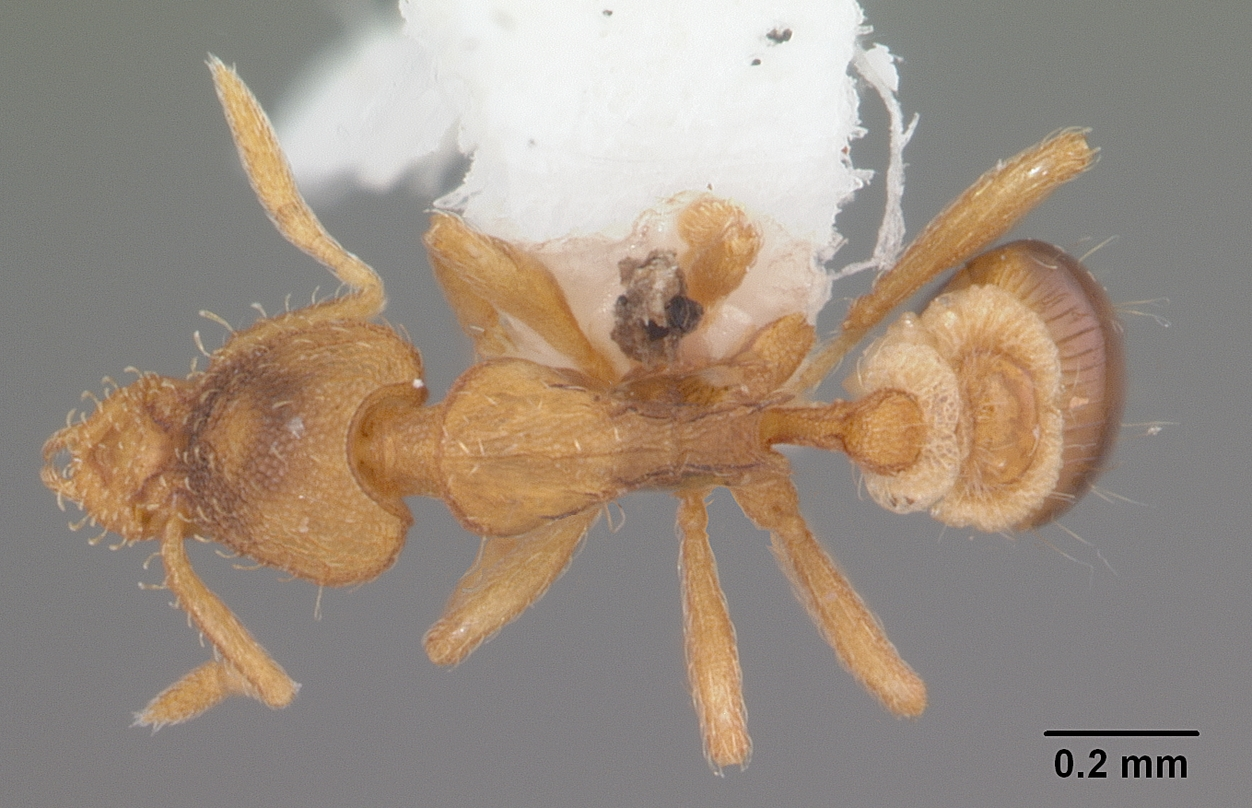
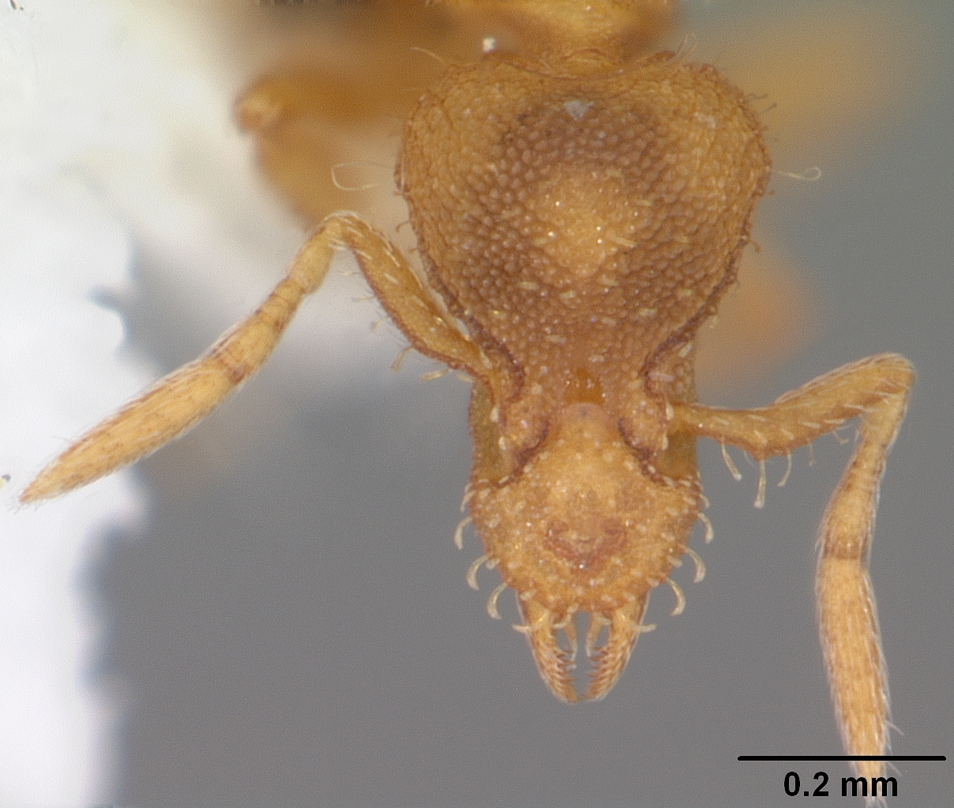
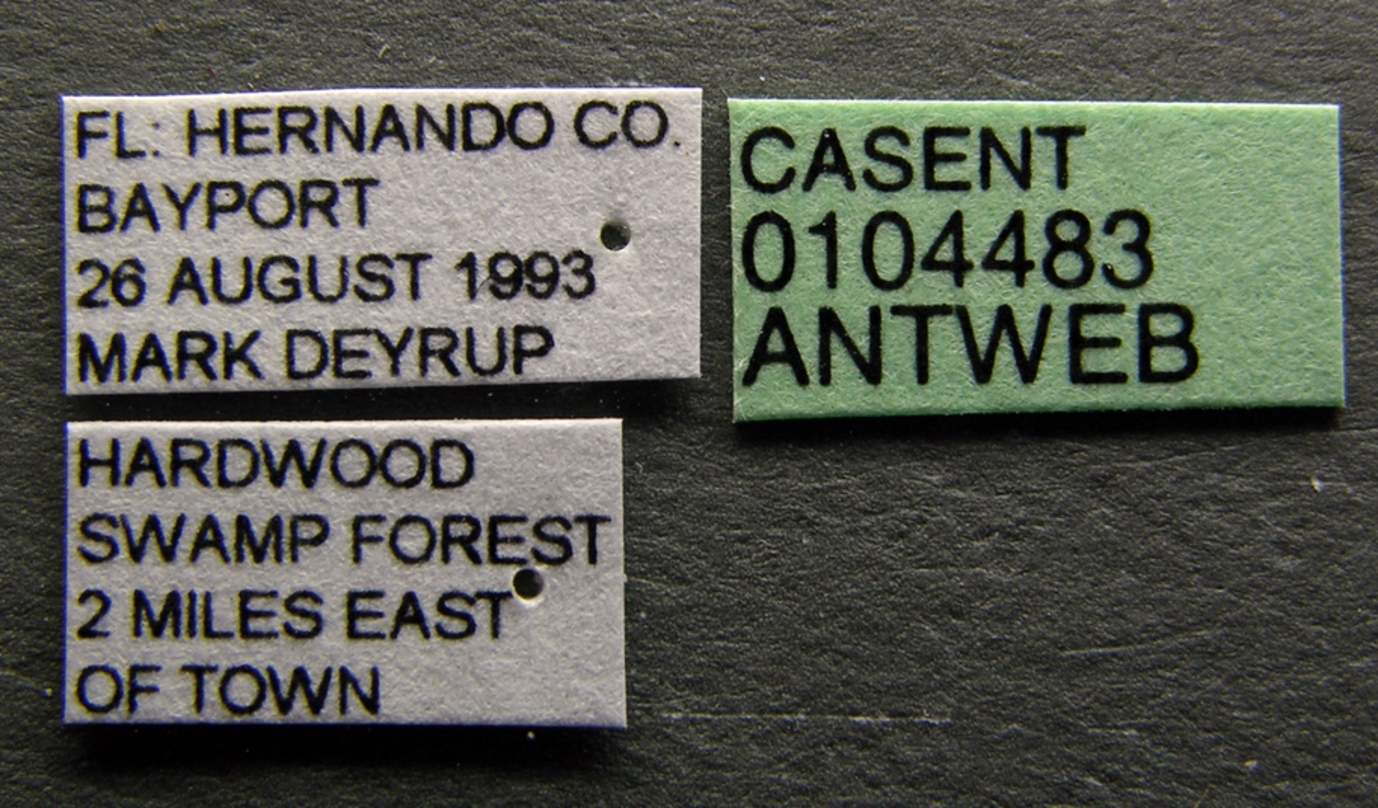
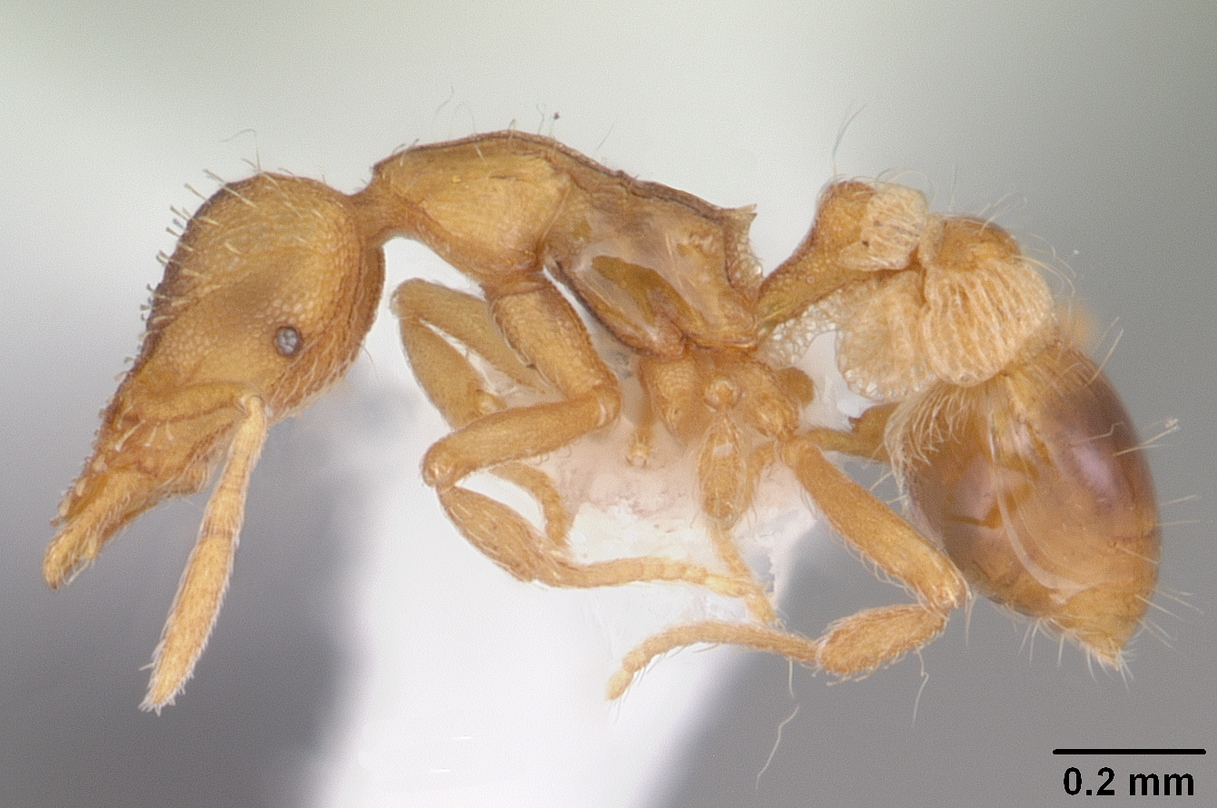
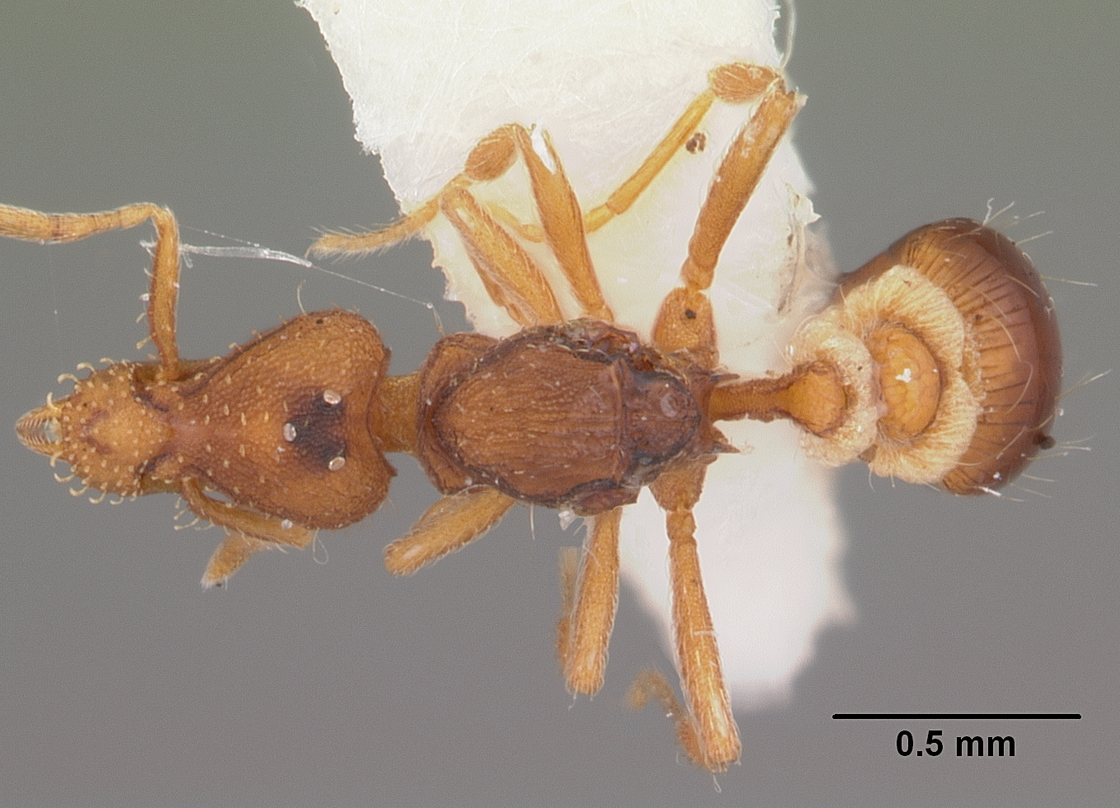
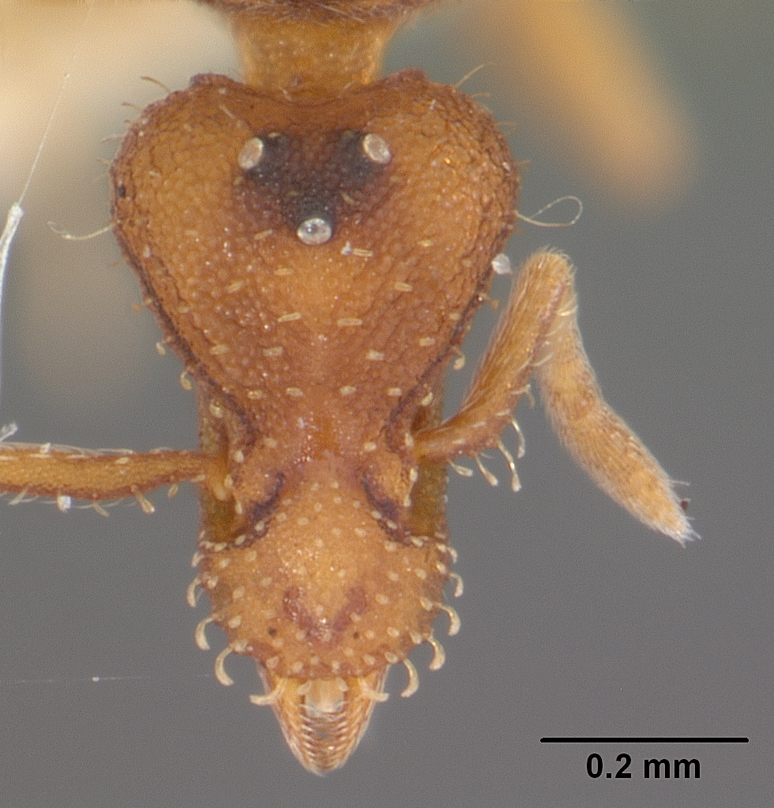